# Линия, крест и кривая
«Линия, крест и кривая» (англ. The Line, The Cross & The Curve) — британский музыкальный художественный фильм, снятый певицей Кейт Буш и включающий несколько песен с её седьмого альбома The Red Shoes, выпущенного 1 ноября 1993 года. Премьера фильма состоялась на Лондонском кинофестивале 13 ноября того же года. Источником вдохновения для фильма, как и для заглавной песни альбома, послужила классическая британская кинолента 1948 года «Красные башмачки» Майкла Пауэлла и Эмерика Прессбургера. Сама певица в фильме выступила не только в роли режиссёра и сценариста, но и сыграла главную роль. Одну из главных ролей исполнил Линдси Кемп, хореограф певицы на раннем этапе её карьеры. 
Фильм был издан на VHS и на CD и получил смешанные отзывы. После выхода альбома и фильма Кейт Буш выпала из публичного поля более чем на десять лет, вплоть до выхода её следующего альбома Aerial в 2005 году. В результате фильм, которым сама певица осталась не очень довольна, во многом был забыт публикой, за исключением наиболее преданных поклонников Кейт Буш.

## Сюжет
Фильм начинается с репетиции, в которой участвуют главная героиня, её хореограф и аккомпанирующая группа. В какой-то момент из-за аварии выключается электричество, и певица остаётся одна в комнате. Сквозь зеркало к ней вбегает таинственная женщина, у которой перевязаны кисти рук. Певица спрашивает, как можно помочь ей, на что та просит нарисовать на листках бумаги три знака: на одном линию, на другом крест и на третьем кривую. Забрав листки бумаги, женщина говорит, что линия — это путь, крест — это сердце, а кривая — это улыбка. В знак благодарности женщина отдаёт певице свою пару красных балетных туфелек. Эти туфли оказываются волшебными, и певица, надев их, начинает танцевать не переставая.
Чтобы снять чары, певица следует за женщиной в «зазеркалье». Там она встречает человека, который говорит, что избавиться от туфелек она сможет, если своим пением вернёт три символа. Человек отводит певицу к пожилой женщине по имени Лили, которая говорит, что певицу на её пути будут защищать четыре ангела. Несмотря на пение, певице не сразу удаётся вернуть листки с символами, однако затем, во время коллективного пения и танцев на рассыпанных на земле фруктах к певице, упавшей без сил, возвращаются листки. По совету своего «проводника» она убегает назад сквозь зеркало. На таинственную женщину, к которой возвращаются красные туфельки, падает обрушившийся потолок, однако её ноги продолжают двигаться в танце.
При том, что сюжет фильма восходит к сказке Ханса Кристиана Андерсена «Красные башмаки», в фильме «героине Кейт в конечном счёте удаётся избавиться от башмачков относительно малой кровью: история не приводит ни к её гибели, ни даже к ампутации».

## Список композиций
| №  | Название                       | Длительность |
| -- | ------------------------------ | ------------ |
| 1. | «Rubberband Girl»              | 4:33         |
| 2. | «And So Is Love»               | 5:32         |
| 3. | «The Red Shoes»                | 4:02         |
| 4. | «Lily»                         | 4:05         |
| 5. | «The Red Shoes (instrumental)» | 6:58         |
| 6. | «Moments of Pleasure»          | 4:32         |
| 7. | «Eat the Music»                | 5:07         |
| 8. | «The Red Shoes»                | 3:57         |

## В ролях
- Кейт Буш — Певица
- Миранда Ричардсон — Таинственная женщина
- Линдси Кемп — Проводник
- Лили — Лили
- Стюард Арнольд — Танцор
- Питер Ричардсон

## Отзывы
По словам самой Кейт Буш, она бы предпочла выступить в фильме в небольшой роли, однако поскольку именно она являлась автором песен, ей пришлось сыграть главную роль. Она также отметила, что обстоятельства создания фильма были не самыми благоприятными из-за срочности и недостатка финансирования. Тем не менее, несмотря на интенсивность проекта и прохладные отзывы, певица считает, что ей стоило пройти через этот опыт, поскольку он многому научил её. В более позднем интервью певица назвала свой фильм «полной чушью» (англ. a load of bollocks).
Рецензент Variety отметил в своём отзыве, что Кейт Буш выступила в фильме со «смешанными артистическими результатами» (англ. with mixed artistic results) и что в то время, когда она не поёт, она выглядит «бесцветно» (англ. colorless). Он также назвал визуальный стиль фильма относительно консервативным по сравнению с основной массой музыкальных видео.

## Награды и номинации
Фильм был номинирован на премию «Грэмми» 1996 года в номинации «Лучший музыкальный фильм», однако не завоевал награду.